# Lujiazui

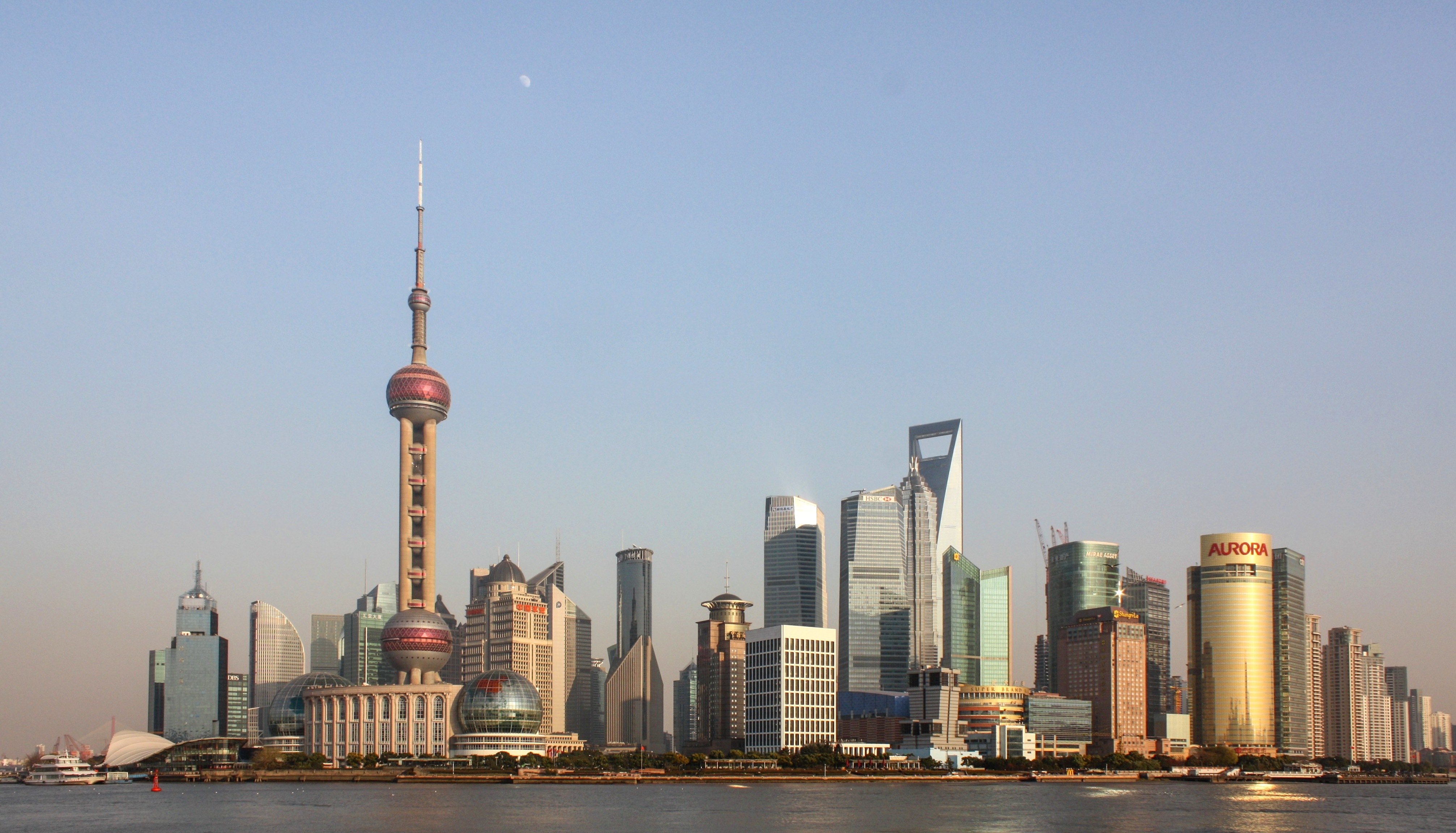
Skyline de Lujiazui en 2012, visto desde el Bund, cruzando el Río Huangpu

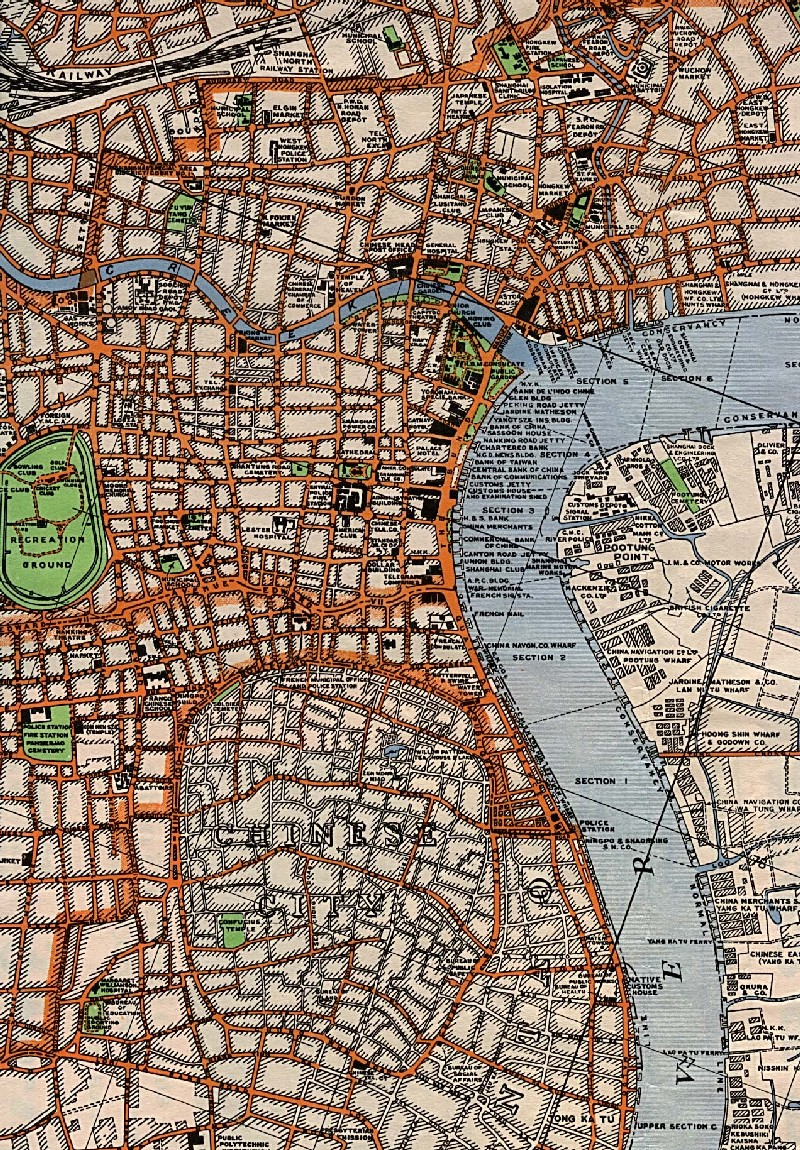
Lujiazui es la zona clara en la derecha de este mapa de 1993, frente al Bund cruzando el río

Lujiazui (en chino tradicional, 陸家嘴; en chino simplificado, 陆家嘴; pinyin, Lùjiāzuǐ), antiguamente conocido como Lokatse por su pronunciación en shanghainés, es una zona de Shanghái, constituida por una península formada por un meandro del Río Huangpu. Desde comienzos de la década de 1990, Lujiazui se ha desarrollado específicamente como el nuevo distrito financiero de Shanghái. La decisión de asignar este uso a Lujiazui refleja su localización: se sitúa en el lado este del río Huangpu en Pudong, justo enfrente del antiguo distrito financiero del Bund, cruzando el río. 
Lujiazui es una zona de desarrollo de nivel nacional designada por el gobierno. En 2005 el Consejo de Estado reafirmó los 31,78 km² de Lujiazui como la única zona financiera y comercial entre las 185 zonas de desarrollo de nivel estatal de China continental.

## Geografía
Lujiazui, que significa literalmente "Desembocadura de Lu", está situado en el Nuevo Distrito de Pudong, en el lado este del río Huangpu. Forma una península en un meandro del río, que gira de dirección norte a este. La importancia de Lujiazui deriva de que está justo cruzando el río del Bund, el antiguo distrito financiero de Shanghái, y justo al sur de la confluencia del Río Suzhou con el río Huangpu. Hasta la década de 1980, Lujiazui era una zona relativamente poco urbanizada, que contenía viviendas, almacenes y fábricas.

## Economía
Actualmente hay más de 30 edificios de más de 25 plantas con oficinas como uso principal, y más de 504 corporaciones financieras nacionales y extranjeras con oficinas en Lujiazui.
El éxito de Lujiazui en los últimos 20 años ha impulsado el turismo y los viajes de negocios a Shanghái. Las imágenes del skyline de Lujiazui dominan los materiales turísticos de Shanghái. Hay varios hoteles de 5 estrellas en la zona, que totalizan 2443 habitaciones, y se esperan otros tres hoteles más en los próximos años, que añadirán más de 1200 habitaciones de lujo.

## Edificios famosos
Algunos edificios conocidos de Lujiazui son:
- Oriental Pearl Tower
- Jin Mao
- Shanghai World Financial Center
- Torre de Shanghái
- Shanghai IFC
- Bank of China Tower

## Transporte
Mediante el río, Lujiazui está conectado al resto del centro de Shanghái mediante ferris desde dos muelles, situados en el norte y sur de la zona. En el sur, la terminal de ferri de Dongchang Road ofrece cruzar el río hacia el centro y sur de Shanghái. El servicio de ferri más popular para los turistas conecta el muelle de Dongchang Road con el de Jinling East, situado en el Bund. En el norte, el muelle de Xichang Inn ofrece cruzar el río hacia el norte de Shanghái. El antiguo muelle de ferris de Lujiazui, que era parte del cruce del río más popular de Shanghái, cerró en 1999, y su estructura se usa en la actualidad como zona de asientos frente al río.
Por carretera, Lujiazui está conectado al resto del centro de Shanghái mediante el Túnel de Yan'an East Road, que conecta el sur del Bund con el centro de Lujiazui. Más lejos del centro de Lujiazui, los Túneles de Renmin Road y Fuxing East Road conectan Lujiazui con el sur del centro de Shanghái, mientras que los Túneles de Xinjian Road y Dalian Road conectan el norte de Lujiazui con el norte del centro de Shanghái.
Por metro, Lujiazui es servido por la Estación de Lujiazui, situada en la Línea 2 del Metro de Shanghái.
Además, el Túnel de Turismo del Bund es una atracción turística que consta de vehículos subterráneos lentos que se mueven entre el Bund y Lujiazui acompañados por efectos de luz y sonido.

## Galería de imágenes

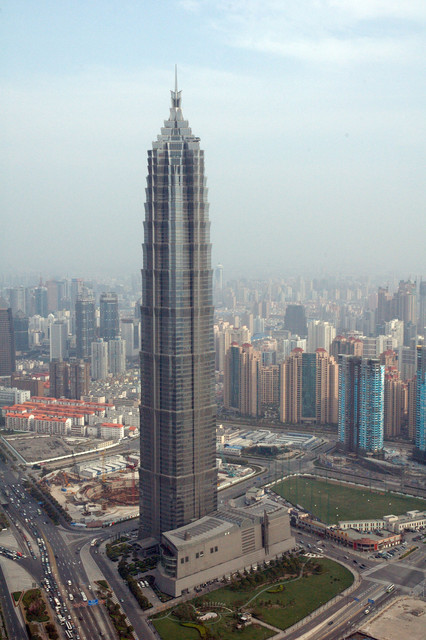
El Jin Mao desde la Oriental Pearl Tower, con el SWFC en construcción en 2005
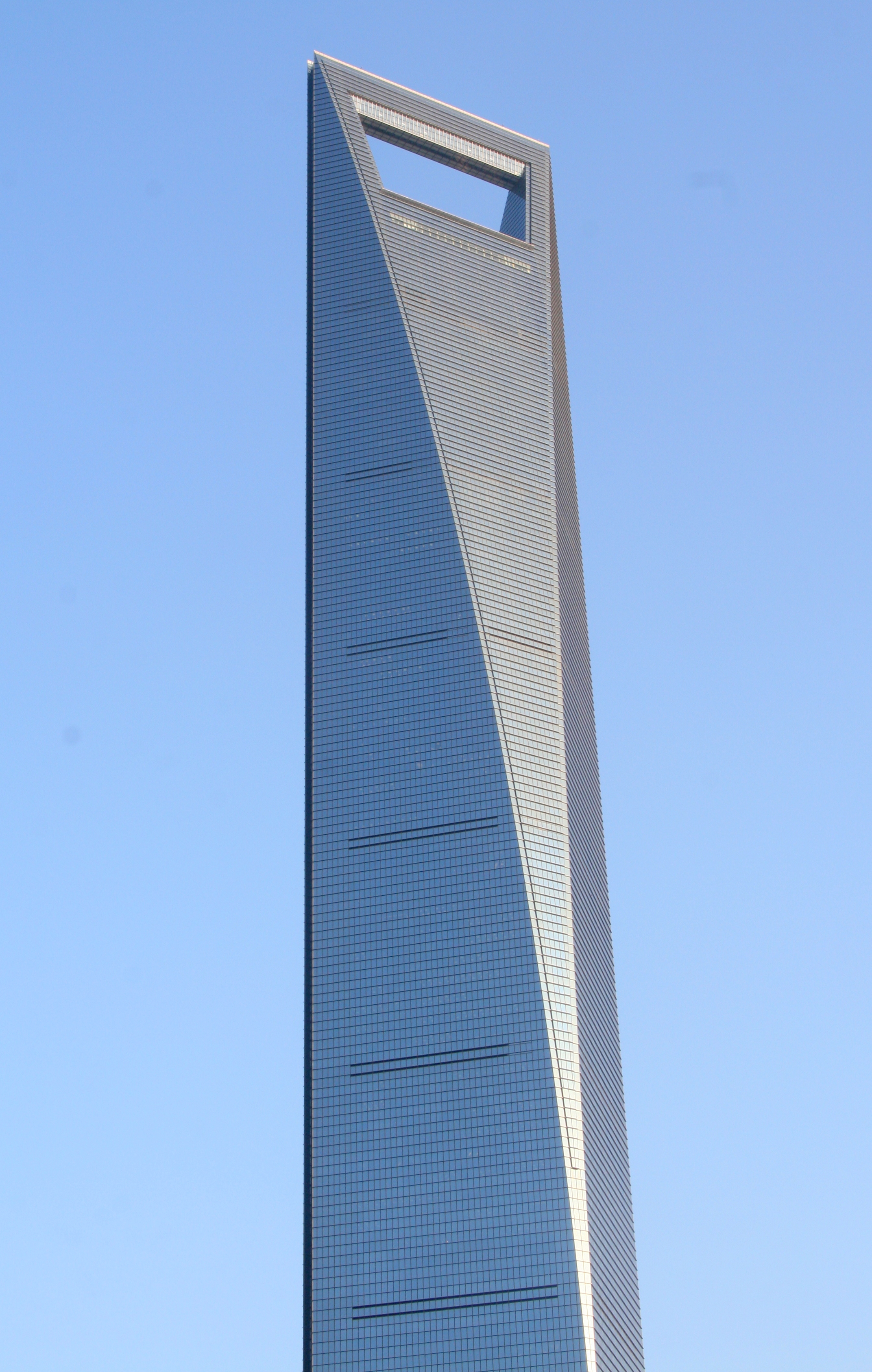
Shanghai World Financial Center
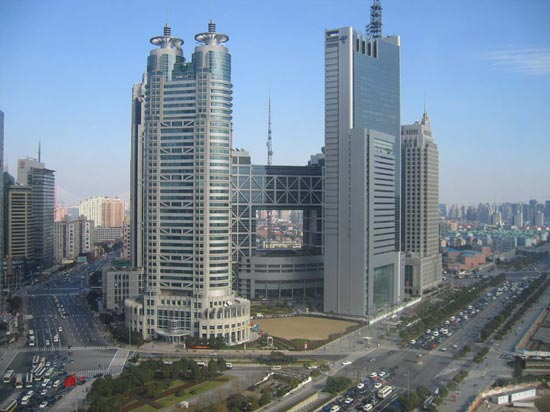
Lujiazui Finance and Trade Zone, Pudong
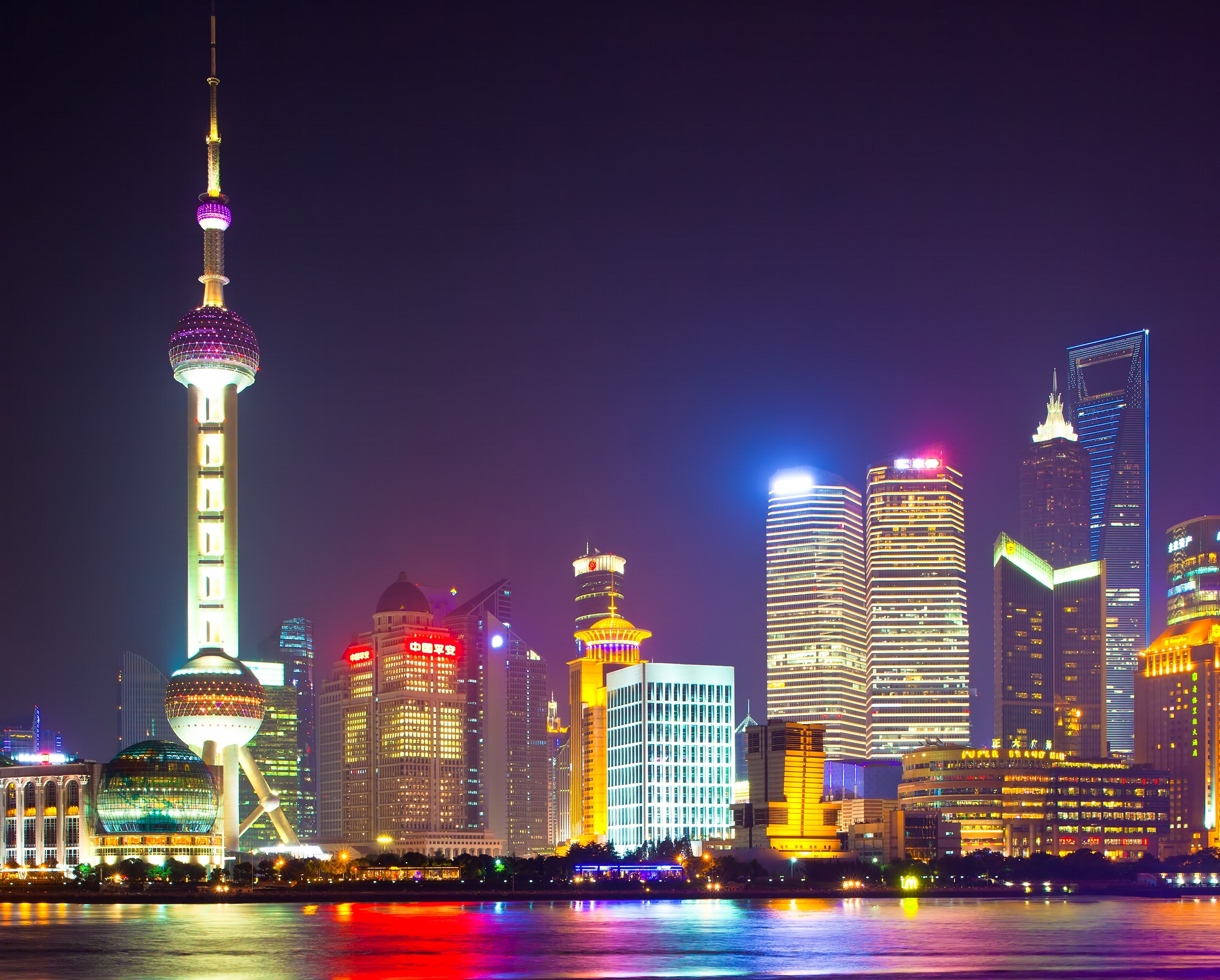
Skyline nocturno de Lujiazui